# Fikocijan
Fikocijan (grč. φῦϰος: alga + ϰύανος: modra boja) je modri pigment modrozelenih algi (cijanobakterija) koji znatno pridonosi njihovoj boji. On prekriva klorofil pa upijenu (apsorbiranu) Sunčevu energiju pretežno zelenog dijela spektra predaje klorofilu. Kako te bakterije žive u zoni vode gdje dopire pretežno zelena svjetlost, to je njegova uloga odlučujuća za njihov život. Fikocijan je po kemijskom sastavu kromoproteid čija se obojena komponenta (fikocijanobilin) sastoji od tetrapirolnog otvorenog lanca kovalentno vezana na bjelančevinu (protein), čineći fikobiliproteid.